# Jacob Walcher
Pour les articles homonymes, voir Walcher.
Jacob Walcher (né le 7 mai 1887 à Wain, mort le 27 mars 1970 à Berlin-Est) est un homme politique allemand.

## Biographie
Fils d'un petit fermier, Walcher grandit dans une région traditionnellement protestant de la Haute-Souabe. Il fréquente l'école primaire locale. À l'âge de 15 ans, il va chez Daimler-Benz à Stuttgart comme opérateur de tour et découvre le mouvement ouvrier. Walcher devient membre de la Fédération allemande des travailleurs de la métallurgie (DMV) en 1906 et la même année, il rejoint le Parti social-démocrate d'Allemagne. À Stuttgart, il est cofondateur de la Freie sozialistische Jugend (de). De 1906 à 1910, il est président de cette organisation de travailleurs sociaux-démocrates de gauche. Pendant plusieurs années, il va chez Käte Duncker (en) et Hermann Duncker (de) pendant le week-end, où il apprend les rudiments de l'éducation générale et politique. Après 1909, il travaille dans l'éducation des jeunes et des travailleurs, il participe à des débats politiques et à des événements du Stuttgarter Waldheime (de), un lieu important du mouvement ouvrier de Stuttgart. En 1910, il est délégué à l'école du parti du SPD à Berlin, où Rosa Luxemburg enseigne. Il travaille pour l'organe local Schwäbische Tagwacht (de) en tant que membre de la rédaction de 1911 à 1914. En 1913, il est président de district du DMV.
Walcher appartient au groupe des opposants à la guerre autour de Friedrich Westmeyer (en), critiques de la politique de paix du SPD. Il quitte le Schwäbische Tagwacht avec ses collègues Arthur Crispien et Edwin Hoernle (en) et rejoint la Ligue spartakiste.
Sous l'impression de la révolution d'Octobre en Russie, Walcher espère un soulèvement des travailleurs allemands et, avec Karl Liebknecht et Rosa Luxemburg, il planifie la révolution. En décembre 1918, Walcher et Wilhelm Pieck président la convention du parti fondateur du Parti communiste d'Allemagne (KPD) et est membre du comité exécutif du conseil ouvrier à Stuttgart. En 1919, il est secrétaire politique du KPD à Stuttgart et de 1919 à 1924 membre du comité central du KPD.
En juillet 1920, Walcher se rend avec une délégation du KPD à Moscou rencontrer Lénine. Le syndicaliste fait campagne pour la participation des communistes dans les syndicats sociaux-démocrates. Wacher fait partie du comité exécutif de l'Internationale syndicale rouge de 1924 à 1926 puis est jusqu'en 1928 membre du département syndical du comité central du KPD. Sur décision de Staline, Wacher est expulsé du KPD en 1928. En tant que membre fondateur du Parti communiste d'Allemagne - opposition, et entre 1928 et 1931, membre de sa direction et corédacteur en chef de son organe Gegen den Strom, il lutte contre la montée du fascisme. Parce qu'il soutient une fusion avec le Parti socialiste ouvrier d'Allemagne (SAPD), il est exclu du KPD-O avec Paul Frölich, August Enderle (en) et Rosi Wolfstein (en). Au sein du SAPD, il est membre à plein temps de l'exécutif du parti en 1932.
À l'arrivée du nazisme au pouvoir en 1933, Jacob Walcher émigre. Il dirige le SPAD en exil à Paris sous le nom Jim Schwab, et envoie le jeune camarade Willy Brandt en Norvège pour un travail politique. En 1933, il s'entretient avec Léon Trotsky près de Paris, le concept d'une IVe Internationale échoue, leurs divergences politiques sont trop grandes. Au sein du cercle Lutetia, Walcher fait campagne pour un front uni composé de sociaux-démocrates et communistes contre les nazis. Lorsque la Wehrmacht envahit la France, il est interné deux fois. Il peut fuir et a un visa pour les États-Unis par le biais de l'Emergency Rescue Committee. La route passe à travers les Pyrénées à Lisbonne et par bateau aux États-Unis, où Walcher travaille à nouveau comme opérateur de tour. Son appartement est dans le quartier du Bronx à New York. Au sein du Council for a Democratic Germany (en) sous la direction du théologien Paul Tillich, il rédige des propositions pour le syndicalisme en Allemagne à la libération.
En 1946, Walcher revient en Allemagne, en tant que socialiste, il opte pour la zone d'occupation soviétique, où il rejoint d'abord le KPD, puis le Parti socialiste unifié d'Allemagne (SED).
En tant que rédacteur en chef du journal syndical Tribüne (de) (1946-1949), Walcher critique les griefs du socialisme réel, raison pour laquelle il perd son poste en février 1951. En avril 1951, il est appelé devant la Commission d'examen du SED à Berlin qui fait partie de la Commission centrale de contrôle du parti. On lui reproche son passé de militant politique. Par décision du 29 avril 1951, le SED le déclare « le pire ennemi de la classe ouvrière », l'exclut du parti et le rétrograde au rang d'archiviste. Pendant les années d'ostracisme politique, son ami Bertolt Brecht lui est fidèle. En 1956, Walcher est officiellement réhabilité. Jusqu'à sa mort en 1970, il vit avec sa femme Hertha Walcher à Berlin-Alt-Hohenschönhausen. L'urne de Jacob Walcher est enterrée dans la tombe Pergolenweg au Mémorial des socialistes du cimetière central de Berlin-Friedrichsfelde.